# Municipio de Morgan (condado de Harrison, Indiana)
El municipio de Morgan (en inglés: Morgan Township) es un municipio ubicado en el condado de Harrison en el estado estadounidense de Indiana. En el año 2010 tenía una población de 4153 habitantes y una densidad poblacional de 44,81 personas por km².

## Geografía
El municipio de Morgan se encuentra ubicado en las coordenadas 38°22′12″N 86°5′15″O / 38.37000, -86.08750. Según la Oficina del Censo de los Estados Unidos, el municipio tiene una superficie total de 92.68 km², de la cual 92.52 km² corresponden a tierra firme y (0.18%) 0.16 km² es agua.

## Demografía
Según el censo de 2010, había 4153 personas residiendo en el municipio de Morgan. La densidad de población era de 44,81 hab./km². De los 4153 habitantes, el municipio de Morgan estaba compuesto por el 97.57% blancos, el 0.26% eran afroamericanos, el 0.26% eran amerindios, el 0.48% eran asiáticos, el 0.02% eran isleños del Pacífico, el 0.12% eran de otras razas y el 1.28% pertenecían a dos o más razas. Del total de la población el 0.82% eran hispanos o latinos de cualquier raza.